# جولييت موريس
جولييت موريس (بالإنجليزية: Juliet Morris)‏ هي مقدمة تلفزيونية بريطانية، ولدت في 26 أبريل 1965.

## وصلات خارجية
- جولييت موريس على موقع IMDb (الإنجليزية)